# CSS Diana (1861)
El CSS Diana era un barco de vapor ofrecido para alquiler o venta en Galveston, Texas, el 23 de septiembre de 1861 por Houston Navigation Co., junto con los barcos de vapor Bayou City y Neptune No. 2. Fue mencionado como un barco de vapor de Houston Line el 19 de diciembre de 1861. cuando remolcó el bote salvavidas de metal federal incautado Francis a San Jacinto, Texas, para ponerlo en condiciones de navegación para CSS General Rusk equipando en ese puerto. Mencionado como un barco de vapor bajo el mando del Capitán Blakmen, se le ordenó llevar a la tripulación del CSS General Rusk de Galveston a Houston el 20 de enero de 1862.
El Diana y Bayou City donde finalmente se equiparon como arietes y se usaron como cañoneras del Departamento de Marina de Texas para la defensa de la Bahía de Galveston. Hierro de una pulgada protegía sus arcos y sus cubiertas estaban barricadas con algodón. Los dos buques de guerra, catalogados por el Departamento de Marina de Texas como cañoneras, todavía estaban de servicio en la Bahía de Galveston el 27 de octubre de 1863.
- Datos: Q115691244